# Anne Gøye
Anne Gøye eller Anne Gjøe (18. december 1609 – 9. januar 1681) var en dansk adelsdame og bogsamler. Hun var datter af godsejer Henrik Gøye (1562-1611) til Turebyholm og Skørringe og Birgitte Brahe (1576-1619).

## Opvækst
Anne Gøye mistede begge forældre tidligt, hvorfor hun sammen med sine søskende fik sin opvækst hos sin moster Sophie Brahe og dennes mand Holger Rosenkrantz på Rosenholm. En bedre erstatning for hendes eget hjem end hos familien Rosenkrantz kunne vel næppe tænkes, og i sit lange liv mindedes Anne Gøye altid med største taknemmelighed de 8 år, som hun tilbragte her.

## Familiemenneske
I 1627 tog hun ophold hos sin bror Eskil Gøye til Brandholm, men allerede året efter opfordrede hendes ynglingsbror, Falk Gøye til Hvidkilde, hende til at flytte til hans hjem. Han var nygift med Karen Bille, og parret ønskede at dele deres hjem med Anne. Falk Gøye døde 1653, men Anne forblev hos sin svigerinde. Under svenskekrigene opholdt de to sig hos Karens datter, Susanne Gøye og dennes mand Preben Brahe på Næsbyholm. Efter fredsslutningen 1660, hvor så meget havde forandret sig, besluttede Anne Gøye sig for første gang at danne sit eget hjem. Hun bosatte sig i Næstved, men efter 13 år flyttede hun 1673 på stærk opfordring af Susanne Gøye og Preben Brahe til deres gård i Odense, det senere Odense Adelige Jomfrukloster. Her var Anne Gøye nær ved brordatteren, da parret ejede det nærliggende Hvedholm. Under et ophold her døde hun 1681. Hendes lig blev ført til Gøyernes gravsted i Sorø Klosterkirke.

## Karakteristik
Anne Gøye er et smukt eksempel på de damer af den gamle adel, der forbandt deres gudsfrygt forbandt litterær dannelse. Hun var livet i gennem præget af opvæksten på Rosenholm. , ; Ludvig Stoud sagde i sin ligtale over hende, at hun "haver været opfyldt med dyd, tugtighed, ærbarhed og alle kristelige gerningers øvelse af et godt hjerte, som altid haver båret gode frugter, været et spejl for sit køn og et eksempel for alle Guds børn". Hendes midler satte hende i stand til at udøve godgørenhed efter en stor målestok. Både slægtninge og de mange hun hjalp elskede hende højt. Hendes hjem var et mønster på et kristeligt hus med morgen- og aftenandagter for tjenestefolkene.

## Bogsamleren
Igennem en lang årrække havde hun samlet sig et bibliotek af dansk litteratur, især opbyggelsesskrifter, som ikke fandtes tilsvarende. Denne bogsamling kom Peder Syv til gode, medens han sad som rektor i Næstved samtidig med Anne Gøye. I sine sidste år udtrykte hun ønsket om at lade udarbejde en fortegnelse over samlingen. Dette arbejde blev dog først udført længe efter hendes død. For at biblioteket ikke skulle splittes ad, testamenterede hun det til sin Susanne Gøye og Preben Brahes datter Karen Brahe, i hvis bibliotek Anne Gøyes samling blev hovedstammen.